# Сульпиций Юлиан
Сульпиций Юлиан (лат. Sulpicius Iulianus) — римский политический первой половины II века.
О происхождении Юлиана нет никаких сведений. В 142 году он занимал должность консула-суффекта вместе с Квинтом Корнелием Сенециом Аннианом. В 147—150 годах Юлиан находился на посту наместника Сирии. Во время его наместничества силами солдат легионов, дислоцировавшихся в Сирии, проводились некоторые строительные работы в городе Селевкия Пиерия. Больше о Юлиане ничего неизвестно.